# Nodaria flavicosta
Nodaria flavicosta là một loài bướm đêm trong họ Noctuidae.